# Образцов, Алексей Владимирович
Алексей Владимирович Образцо́в (род. 29 августа 1975, Днепр) — украинский архитектор, основатель архитектурного бюро ArchObraz. Представитель архитектурной школы Днепра.

## Биография

### Ранние годы и образование
Алексей Образцов родился 29 августа 1975 года в городе Днепр. В детстве занимался бадминтоном.
После окончания школы поступил в Приднепровскую государственную академию строительства и архитектуры, с целью продолжить спортивную карьеру, играя за вуз. Предварительное знакомство с образованием и атмосферой на подготовительных курсах к поступлению побудило оставить спорт и углубиться в учёбу. Позже он вернулся к бадминтону и стал трёхкратным чемпионом Украины среди ветеранов, участником чемпионата мира в Катовице, Польша, в 2019 году.
Во время учёбы разрабатывал проекты для небольших объектов, рекламные вывески, которые изготавливал вручную. Позже основал мастерскую по производству наружной рекламы для магазинов. В 1998 году получил высшее образование по специальности «Архитектор».
Сразу после окончания учёбы в период с 1998 по 2000 год занимался профессиональной деятельностью в архитектурной мастерской Александра Дольника. В то время там разрабатывалась архитектурная концепция, значительно отличающаяся от принципов модернизма, которые преподавались на архитектурном факультете.
В 2002 году основал архитектурное бюро ArchObraz.
Живёт и работает в Днепре.

### Другая деятельность
- С 2015 года постоянный член жюри ежегодного молодёжного конкурса Steel Freedom;[4]
- 2018—2022 — соучредитель ежегодного архитектурного фестиваля «Города Украины»;[5]
- 2018—2021 — заместитель председателя Днепропетровской областной организации НСАУ;[6]
- 2018—2021 — глава ячейки Палаты Архитекторов Днепропетровской областной организации НСАУ;[7]
- 2018 — участник выставки TIME SPACE EXISTENCE на Венецианской биеннале;[8]
- 2021 — соучредитель общественной организации «Ассоциация выпускников и друзей ПГАСА»;[9]
- 2023 — член Конкурсной комиссии НСАУ;[7]
- 2024 — член жюри ежегодного конкурса «INTERIORGODA»;[10]
- 2024 — председатель жюри международного архитектурного и урбанистического конкурса «Ирпень: Горизонт будущего».[11]

## Деятельность бюро

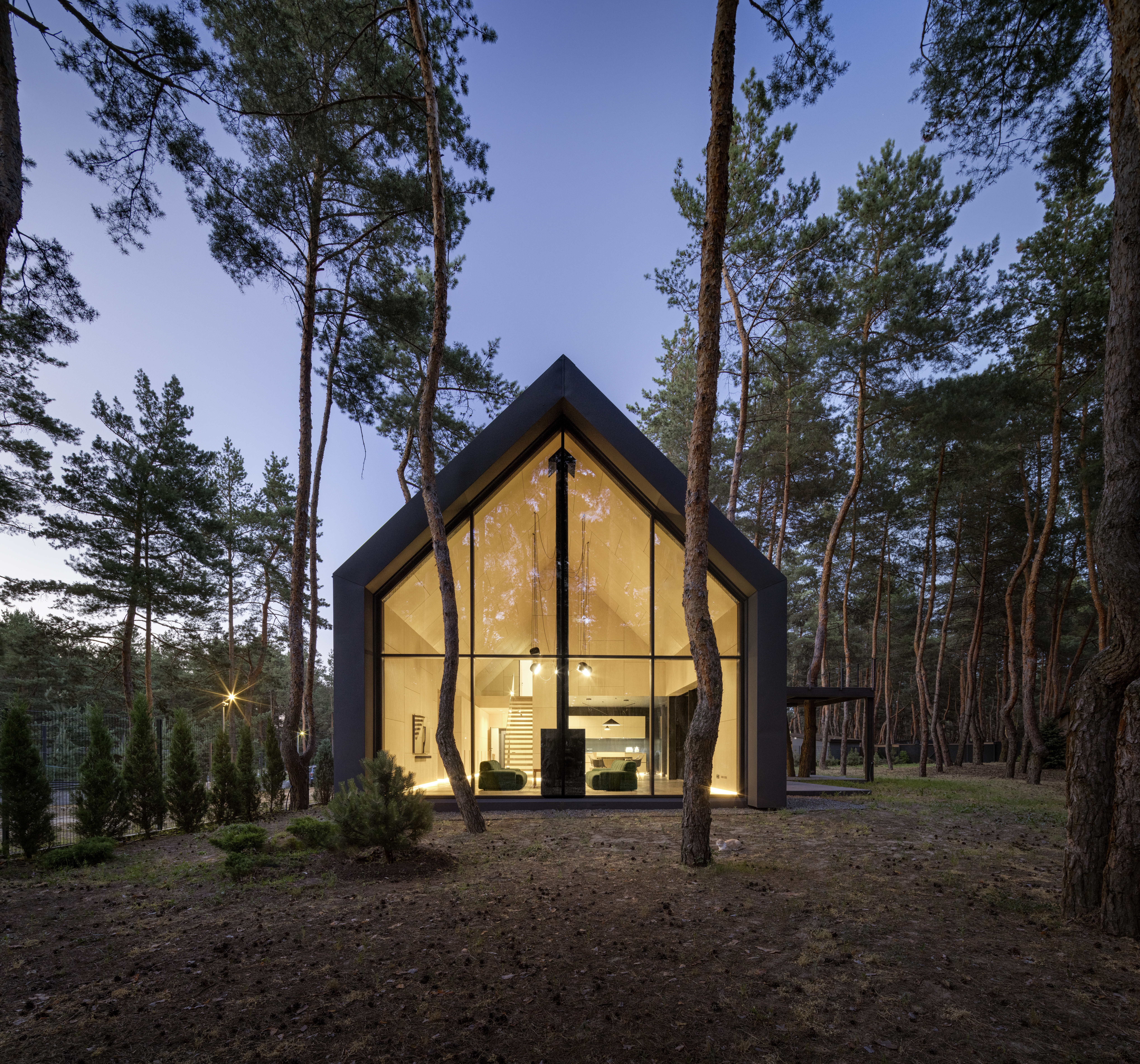
House among the Pines — проект бюро ArchObraz

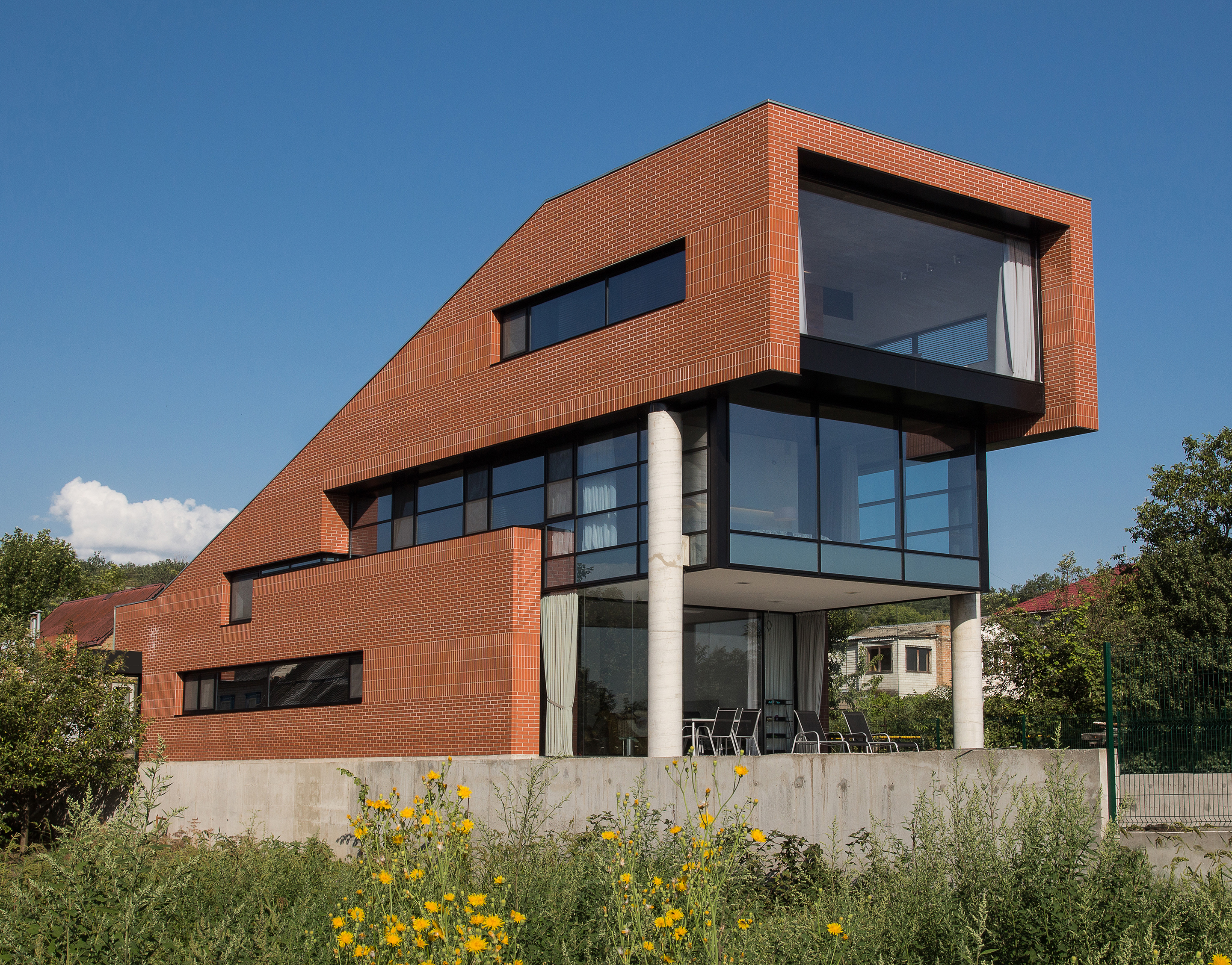
«Днепровская оптика» — проект бюро ArchObraz

Сфера деятельности архитектурного бюро ArchObraz — урбанизм, проектирование жилых и общественных зданий, индивидуального жилья, дизайн интерьеров.
Работы бюро публикуются в мировых изданиях: ArchDaily, Divisare, designboom и других. Проекты номинируются на участие в национальных и международных премиях.
После полномасштабного вторжения в Украину студия также активно работает над социальными проектами.

### Избранные реализованные архитектурные проекты
- Бизнес-центр «Трипольский» (Днепр, Украина, 2005);[20]
- Частный дом «Днепровская оптика» (Днепр, Украина, 2012);[21]
- Реконструкция многофункционального центра «Славутич» (Днепр, Украина, 2013);[22]
- Апартаменты Rain or Shine (Киев, Украина, 2017);[23]
- Частный дом Space Twist (Днепр, Украина, 2020);[24]
- Многофункциональный центр «Приморье» (Мариуполь, Украина, 2020);[25]
- Пивоварня MOVA (Днепр, Украина, 2021);[13]
- Жилой комплекс «Пионер» (Мариуполь, Украина, 2022);
- Частный дом House among the Pines (Днепр, Украина, 2022);[26]
- Жилой комплекс «Манхэттен» (Днепр, Украина);[27]
- Жилой комплекс Forest Hill (Днепр, Украина, 2023);[28]
- Жилой комплекс ArtHoff (Днепр, Украина, 2023).[29]

### Избранные градостроительные проекты
- Разработка стратегии пространственного развития территорий в районе набережной Победы и улицы Мандрыковской (Днепр, Украина, 2019);[30]
- Реконструкция площади Десантников (Днепр, Украина, 2023).